# Huyết khối tĩnh mạch não
Huyết khối tĩnh mạch não là sự hình thành cục máu đông (huyết khối) trong một tĩnh mạch não. Cục máu đông trong tĩnh mạch máu não dẫn đến tắc nghẽn mạch máu. Trái ngược với tắc nghẽn động mạch, huyết khối tĩnh mạch não thường không gây đau đột ngột hoặc có triệu chứng rối loạn não bộ và hệ thần kinh. Đây một dạng hiếm gặp hơn đột quỵ động mạch não.

## Tỷ lệ
Huyết khối tĩnh mạch não xảy ra tương đối hiếm và chịu trách nhiệm khoảng 1 %  tất cả các đột quỵ.

## Nguyên nhân và diễn biến của bệnh
Huyết khối tĩnh mạch não có thể do nhiều nguyên nhân khác nhau. Hình thức phổ biến nhất của cục máu đông trong tĩnh mạch là do viêm tĩnh mạch (Thrombophlebitis) bên trong não. Trong thời kỳ mang thai, hay dùng thuốc ngừa thai ảnh hưởng của nội tiết tố nói chung làm tăng nguy cơ hình thành huyết khối (tình trạng tăng đông máu), do đó huyết khối tĩnh mạch não cũng xảy ra thường xuyên hơn. Nguy cơ hình thành huyết khối cũng tăng lên do các rối loạn chuyển hóa khác nhau, các bệnh truyền nhiễm và các bệnh khối u. Khi một tĩnh mạch não bị tắc nghẽn- trái ngược với động mạch não - không phải nguồn cung cấp máu bị cản trở mà là dòng máu chảy ra ngoài, do đó máu bị ứ lại. Nó làm cho mô não bị sưng lên. Vì não chỉ có thể mở rộng một chút trong hộp sọ, nên áp lực nội sọ sẽ tăng lên. Áp lực trong hộp sọ tăng mạnh đe dọa đến tính mạng.

## Hình ảnh xét nghiệm và chẩn đoán lâm sàng
Huyết khối tĩnh mạch não có thể biểu hiện qua triệu chứng nhức đầu, mờ mắt, buồn nôn và nôn, co giật, rối loạn nhận thức, rối loạn thần kinh sọ và liệt. Trong trường hợp nghiêm trọng nó rất giống với nhồi máu não do thiếu máu cục bộ hoặc xuất huyết từ động mạch não và chỉ có thể phân biệt được với nhau bằng hình ảnh chụp cắt lớp vi tính hoặc chụp cộng hưởng từ.

## Chữa trị
Bệnh nhân  phải được điều trị tại bệnh viện càng sớm càng tốt. Điều trị bao gồm làm tan  cục máu đông càng sớm càng tốt. Nếu tình trạng sưng tấy kéo dài quá lâu, tổn thương não có thể không phục hồi lại được.